# Уомей
Уомей (на френски: Womey, Womé, Ouomé) е град и община в южна Гвинея, регион Нзерекоре, префектура Нзерекоре. Населението на общината през 2014 година е 13 196 души.